# Wyprawa z blokiem lodu

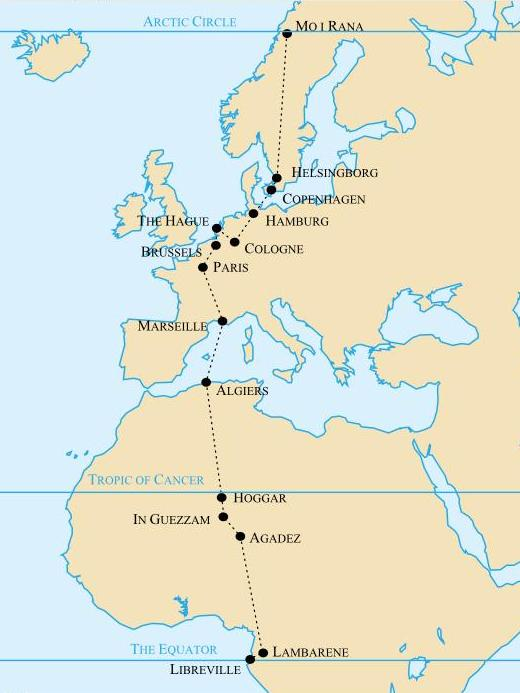
Trasa wyprawy z bryłą lodu

Wyprawa z blokiem lodu (norw. isblokkekspedisjonen) – akcja reklamowa przeprowadzona w 1959 przez norweskiego producenta materiałów izolacyjnych Glassvatt (dziś Glava AS), polegająca na przetransportowaniu trzytonowego bloku lodu z koła podbiegunowego na równik. Wyprawa ta była odpowiedzią na wyzwanie stacji radiowej Radia Luxembourg i miała na celu pokazanie skuteczności izolacji wełną szklaną: w ciężarówce użytej do przewiezienia trzytonowego bloku lodu z Mo i Rana na kole podbiegunowym do Libreville na równiku nie był zastosowany żaden rodzaj chłodnictwa. Ciężarówka dostarczyła także 300 kilogramów leków dla szpitala Alberta Schweitzera w Lambaréné.
Wyprawa cieszyła się zainteresowaniem światowej prasy, a tłumy widzów gromadziły się w różnych europejskich miastach wzdłuż trasy przejazdu. Przeprawa przez Saharę, gdzie pojazd kilkakrotnie utknął w piasku, dowiodła niebezpieczeństwa i pracochłonności zadania. Kiedy jednak ciężarówka przedostała się przez pustynię i osiągnęła ostateczne miejsce przeznaczenia, okazało się, że bryła lodu straciła tylko około 11% początkowej wagi. Wyprawa osiągnęła swój cel, skupiając na firmie dużą uwagę mediów. Nazywano ją „największą na świecie akcją reklamową”. Z okazji 50. rocznicy tego wydarzenia w 2009 roku firma udostępniła w Internecie oryginalny film dokumentalny z wyprawy. Ukazał się także nowy wywiad z liderem wyprawy, Sivertem Klevanem, który w chwili jego przeprowadzenia miał 84 lata.

## Tło i przygotowania

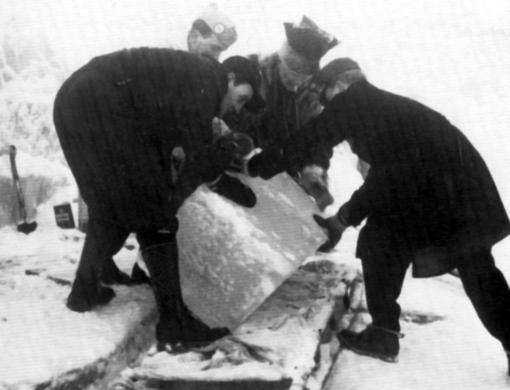
Właściciel ziemski Anton Svartisdal pomaga przy wydobyciu lodu z lodowca Svartisen

Jesienią 1958 roku Radio Luxembourg rzuciło wyzwanie, aby przetransportować trzy tony lodu od koła podbiegunowego do równika. Radiostacja obiecała nagrodę w wysokości 100 tysięcy franków za każdy kilogram, który dotarłby do miejsca przeznaczenia (ówcześnie 202,55 USD za kilogram; po kursie z 2009 roku: 1487,19 USD lub 1120,19 EUR). Jedynym warunkiem było to, że nie może być stosowana żadna forma chłodzenia bryły. Dyrektor zarządzający norweskiej firmy izolacyjnej Glassvatt, Birger Natvik, zobaczył zapowiedź i zaproponował, żeby firma podjęła wyzwanie. Natvik wyliczył, że izolując lód wełną szklaną (glassvatt w języku norweskim) wytworzoną z włókna szklanego, może zarobić kilka milionów franków. Kiedy Radio Luxembourg zdało sobie sprawę z potencjalnej straty, wycofało ofertę. Planowana wyprawa przyciągnęła jednakże tak wiele uwagi, że Glassvatt zdecydował się mimo wszystko podjąć wyzwanie. Wśród pozostałych sponsorów były Shell, który dostarczył paliwo, i Scania, która dostarczyła ciężarówkę. W rezultacie wyprawę finansowali sponsorzy z ośmiu krajów, w tym francuska spółka macierzysta Glassvattu, korporacja Saint-Gobain. Francuscy sponsorzy chcieli, żeby użyto ciężarówki francuskiej, ale Norwegowie obstawali przy skandynawskiej. Ich stanowisko przeważyło, toteż wybrano samochód marki Scania-Vabis. Lider wyprawy później przyznał, że francuska ciężarówka prawdopodobnie lepiej by się nadawała do jazdy po pustyni. 22 lutego 1959 roku o 9.15 wyprawa opuściła Mo i Rana.
Odpowiedzialność za wyprawę powierzono Sivertovi Klevanovi, inżynierowi z dobrym wyczuciem public relations. Lód miał być pozyskany z lodowca Svartisen. W celach doradztwa sprowadzono glacjologa. Wkrótce stało się jasne, że cała trzytonowa bryła nie może być wydobyta za jednym podejściem. Dwustukilogramowe bloki wycięto piłą spalinową, odwieziono na saniach i przetransportowano śmigłowcem do centrum miasta. Tam zostały stopione i połączone dla uzyskania bloku lodu ważącego 3050 kilogramów. Bryłę umieszczono w specjalnie skonstruowanym żelaznym pojemniku, który zaizolowano drewnem i wełną szklaną. Pojemnik umieszczono na ciężarówce, która miała go wieźć przez całą drogę do równika w towarzystwie vana ze sprzętem i samochodu osobowego z ekipą filmową.

## Przez Europę

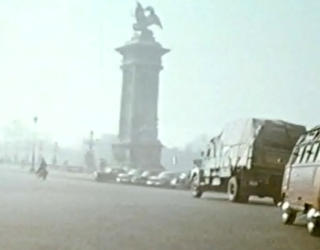
Przybycie wyprawy do Paryża i przejazd przez miasto w eskorcie policji

Pierwszym przystankiem ekspedycji było Oslo. Ekipę powitano uroczyście przed uniwersytetem na placu Studenterlunden. Do pojazdu załadowano 300 kilogramów lekarstw o wartości 50 tysięcy koron norweskich. Leki miały być dostarczone do szpitala filantropa Alberta Schweitzera w Lambaréné, w pobliżu miejsca przeznaczenia w Libreville, stolicy Gabonu. Z Oslo wyprawa ruszyła do Helsingborgu w Szwecji i Kopenhagi w Danii, gdzie załadowano kolejne leki. W celach marketingowych wyprawa przejechała przez kilka europejskich miast, w tym Hamburg, Kolonię, Hagę i Brukselę. Wszędzie przyjmowano ją uroczyście i z dużym zainteresowaniem. W Belgii powstał problem z powodu braku deklaracji celnej na lód, ale został on rozwiązany, gdy urzędnik celny zgodził się towarzyszyć wyprawie przez cały kraj. Klevan otrzymał później osobiste przeprosiny za niedogodności, przekazane przez norweskiego ministra spraw zagranicznych Halvarda Langego od belgijskiego kolegi i osobistego przyjaciela Langego.
W Paryżu wyprawę eskortowała ulicami policja, a członkowie załogi zostali zaproszeni na obiad przez mera. Samochód wyjechał z Paryża do Marsylii, gdzie został załadowany na pokład frachtowca „Sidi Mabrouk”, który przetransportował ładunek do Algieru. W Algierze do przeniesienia na brzeg ciężarówki ważącej w sumie szesnaście ton (licząc lód), konieczne było użycie specjalnego dźwigu. Z pojemnika odprowadzono wtedy płyn, żeby sprawdzić, ile lodu się stopiło. Pomimo niezwykle ciepłej pogody jak na tę porę roku w Europie wyciekły tylko cztery litry wody.

## Przeprawa przez Saharę

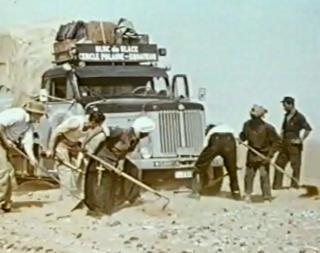
Ciężarówka utknęła w piaskach Sahary i musi być wykopana

Przeprawę przez Saharę uznano za szczególnie niebezpieczną w tym czasie z powodu ukrywających się w górach grup partyzanckich. Leki przewożone przez ciężarówkę byłyby cennym łupem dla tych grup, dlatego w pierwszej części drogi przez pustynię wyprawie towarzyszyła francuska Legia Cudzoziemska. Instrukcja, którą otrzymali podróżnicy, brzmiała: „Jedźcie bez przystanków, aby zachować własne życie, nawet jeśli złapiecie gumę”. Przeprawa przebiegła jednak bez użycia przemocy, a większy kłopot sprawiły warunki klimatyczne. Na pustyni brakowało dróg, a ciężarówka była mocno obciążona i niespecjalnie przystosowana do takich warunków, więc kilka razy utknęła w piasku. Załoga musiała podkładać stalowe blachy dla uzyskania przyczepności i godzinami wykopywać piasek spod kół. Odbiło się to niekorzystnie na mężczyznach, którzy mieli ograniczony dostęp do wody przy temperaturze dochodzącej do 50 °C. Załoga spędzała większość nocy w oazach wzdłuż szlaku, ale czasami spała w śpiworach na piasku.
W pewnym momencie ekspedycja spotkała plemię Tuaregów, i powitała ich, częstując ich wielbłądy wodą z pojemnika. Według komentarza w filmie dokumentalnym, wielbłądy nigdy nie kosztowały czegoś tak smacznego, jak woda z norweskiego lodowca. Nie było to do końca prawdą – woda była zanieczyszczona przez watę szklaną i papę i ledwo nadawała się do picia. Po 14 dniach podróży wyprawa przybyła na Ahaggar w pobliżu zwrotnika Raka. Pomiary w tym momencie wykazały utratę 96 litrów wody. Po pokonaniu Sahary, czyli po 7500 kilometrach jazdy, roztopiło się 177 litrów. Średnio każdego dnia na pustyni bryła lodu traciła 15 litrów wody.

## Po przyjeździe

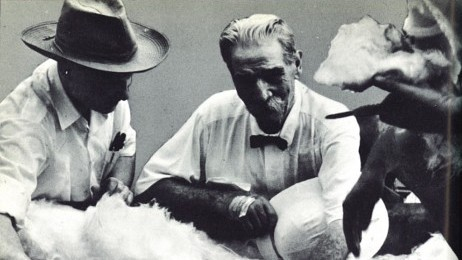
Członkowie ekspedycji spotykają się z Albertem Schweitzerem i przekazują mu lekarstwa

Po mniej więcej trzech tygodniach ekspedycja przybyła do Lambaréné i spotkała się z Albertem Schweitzerem. Klevan opisał później spotkanie ze Schweitzerem jako najwspanialszy moment całej wyprawy. Następnie szpital otrzymał 500 kilogramów norweskiego klippfisk (czyli suszonego i solonego dorsza), który bardzo przypadł do gustu pacjentom szpitala. Leki zostały przekazane, a pojemnik otwarto. Bryła lodu (zgodnie z pomiarami prowadzonymi w trakcie podróży) okazała się prawie całkowicie nienaruszona.
Wyprawa dotarła do miejsca przeznaczenia, Libreville, 21 marca, po dwudziestu siedmiu dniach. Stwierdzono, iż bryła lodu waży 2714 kilogramów; utraciła po drodze jedynie 336 kilogramów masy. Choć nie było wiadomo, ile czasu potrwa wyprawa, Klevan pierwotnie oszacował straty w wysokości 10%; końcowy wynik wynosił około 11%. Francuski przedstawiciel firmy spotkał się z załogą w Libreville. Osobisty przyjaciel prezydenta Charles’a de Gaulle’a przedstawił propozycję przywiezienia lodu z powrotem do Paryża. Gdyby załoga się zgodziła, sam prezydent przyjąłby załogę pod Łukiem Triumfalnym. Członkowie ekspedycji byli jednak zbyt wyczerpani, żeby rozważać tę propozycję. Zamiast tego ustalono, że pojazdy zostaną przetransportowane drogą morską, a załoga poleci samolotem. Lód pocięto i podzielono między mieszkańców Libreville, dla których był to rarytas. Klevan, zawsze świadomy możliwości promocyjnych, przywiózł ze sobą porcję lodu z powrotem do domu. Później lód podawano w drinkach serwowanych dziennikarzom w Oslo na premierze filmu dokumentalnego o wyprawie.
Wyprawa odniosła ogromny sukces, który był konsekwencją zarówno realizacji zamierzonego celu, jak i wzbudzenia ogólnoświatowego zainteresowania prasowego firmą i jej produktem. Przedsięwzięcie było relacjonowane nawet w Indiach. Dla upamiętnienia 50. rocznicy tego wydarzenia, w 2009 roku Glava AS udostępniła w internecie oryginalny film dokumentalny z wyprawy. Opublikowano również nowo nagrany wywiad z Sivertem Klevanem, który w tym czasie miał 84 lata.